# Bunker Hill (Los Angeles)
Bunker Hill – dzielnica w śródmieściu Los Angeles w Kalifornii w USA. Zlokalizowana jest na wzgórzu wokół 3rd Street (3. Ulicy). Ze względu na wybudowane na nim skupisko wieżowców jest widoczna z wielu miejsc w Los Angeles i jest utożsamiana z jego centrum.

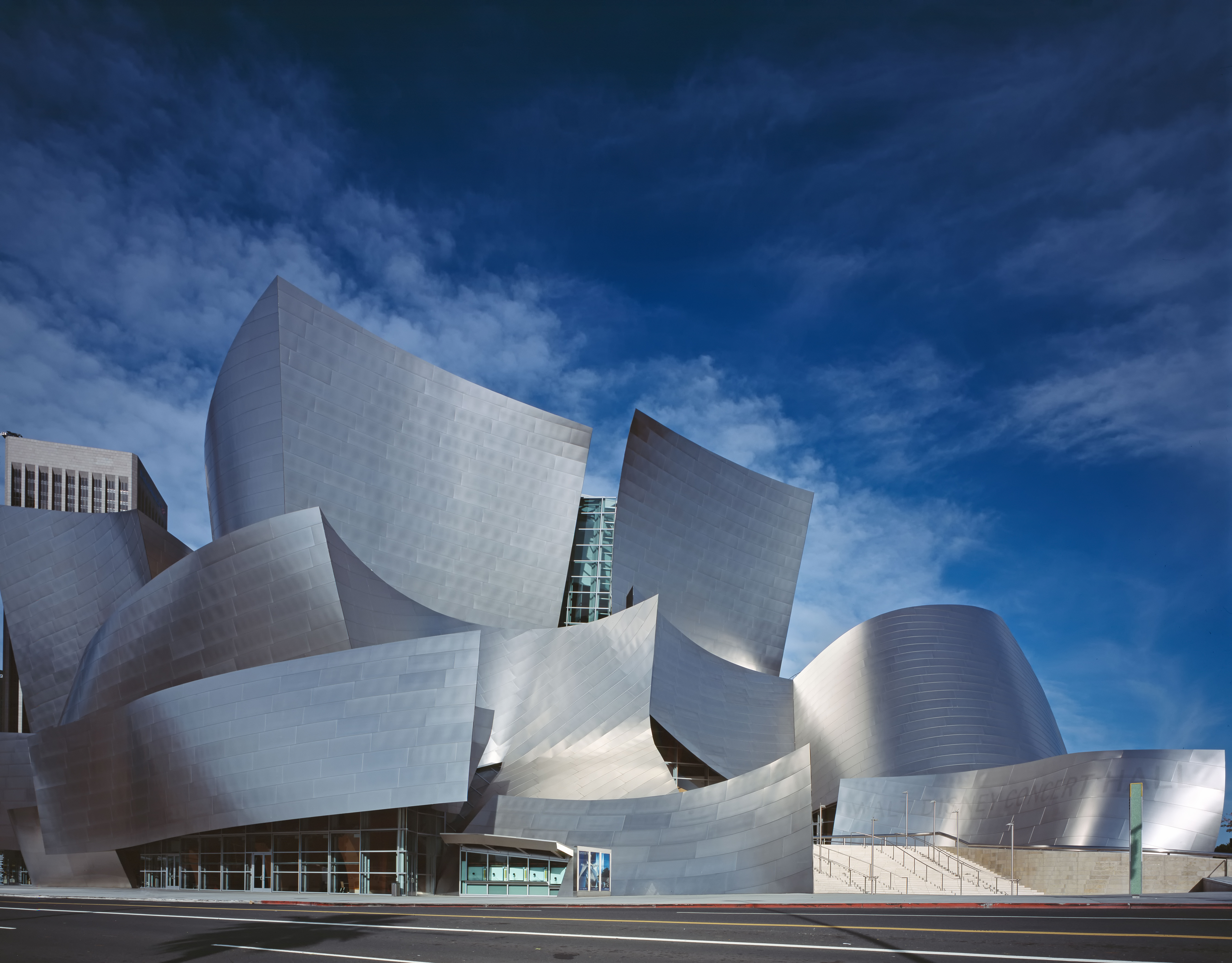
Walt Disney Concert Hall

## Historia
W 1867 roku bogaty deweloper Prudent Beaudry, późniejszy burmistrz Los Angeles kupił większą część terenu wzgórza. Ze względu na malownicze widoki na Los Angeles Basin i rzekę Los Angeles, wiedział, iż na tym terenie będą chcieli zamieszkać bogaci ludzie. Rozbudował szczyt Bunker Hill wznosząc okazałe dwupiętrowe domy mieszkalne w stylu wiktoriańskim, czyniąc w ten sposób tę część miasta sławną wśród przedstawicieli wyższych sfer Los Angeles. W tym rejonie działa również linia kolei linowo-terenowej Angels Flight, teraz nazywana „najkrótszą koleją świata”.
Przedmieście mieszkaniowe Bunker Hill zachowało swój ekskluzywny charakter do końca pierwszej wojny światowej, lecz w obliczu zwiększenia rozwoju miasta poprzez rozbudowę sieci tramwajowej, jego majętni mieszkańcy zaczęli przeprowadzać się do enklaw w zachodniej części miasta i do Pasadeny. Domy Bunker Hill zostały bardziej podzielone aby pomieścić wynajmujących. Pomimo to Bunker Hill był w owym czasie najbardziej zatłoczonym osiedlem w Los Angeles. Podczas drugiej wojny światowej zbudowano drogę Pasadena Freeway aby ułatwić ludziom dojazd do sklepów w centrum miasta na skutek czego zmniejszyła się w tym rejonie liczba mieszkańców. Ponadto wybudowanie po wojnie drogi na lewo od centrum miasta doprowadziło do dalszego zmniejszenia się ilości rezydentów i zmniejszenia się liczby punktów usługowych. W wiktoriańskich rezydencjach Bunker Hill zamieszkali ubodzy emeryci.
W rejonie Bunker Hill znajduje się wiele budynków użyteczności publicznej o nowoczesnej architekturze, m.in.: Walt Disney Concert Hall, Katedra Naszej Pani od Aniołów (Cathedral of Our Lady of the Angels) oraz Muzeum Sztuki Nowoczesnej (Museum of Contemporary Art).

## Wykorzystanie w sztuce
Dzielnica Bunker Hill została wielokrotnie wykorzystana w sztuce. Jednym z przykładów jest utwór „Bunker Hill” grupy Red Hot Chili Peppers, która powstała właśnie w Los Angeles.